# Mony Mony
A Mony Mony a brit rockénekes, Billy Idol második kislemeze, amely a Tommy James and the Shondells nevű együttes hasonló című 1968-as számának feldolgozása. Legelőször az 1981-es Don't Stop EP-n szerepelt, majd 1987-ben élő koncertverziója is megjelent kislemezen. Ez utóbbi a Vital Idol című remixalbum népszerűsítése érdekében készült, és listavezető lett az Egyesült Államokban. Ugyanakkor ez a verzió kizárólag bakeliten jelent meg, és egészen 2009-ig nem lehetett digitálisan hozzáférni.
A számot több középiskolai bálon betiltották, ugyanis egy érdekes nyolcvanas évekbeli szokás kötődött hozzá: a sorok közti üres ütemeket a lelkes fiatalság obszcén szövegek beéneklésével töltötte ki. Ilyen volt például a "Get laid! Get fucked!", amelyet a mai napig is előszeretettel használnak.
A dal szerepel az NHL 12 című játékban, illetve egy 2014-es Nissan Sentra reklámban is.

## Számlista

### 1981-es verzió
1. "Mony Mony"
2. "Baby Talk"
3. "Untouchables"
4. "Dancing with Myself"

### 1987-es nemzetközi verzió
1. "Mony Mony (live)"
2. "Shakin' All Over (live)"

### 1987-es amerikai verzió
1. "Mony Mony (Hung Like a Pony Remix)" – 6:59
2. "Mony Mony (Steel-Toe Cat Dub)" – 6:50
3. "Mony Mony (live)" – 4:00
4. "Mony Mony (Single Edit)" – 5:01

### 1987-es brit verzió
1. "Mony Mony (Hung Like a Pony Remix)"
2. "Shakin' All Over (live)"
3. "Mony Mony (live)"

## Helyezések

### 1981-es verzió
| Lista (1981–82)                     | Legjobb helyezés |
| ----------------------------------- | ---------------- |
| US Hot Dance Club Songs (Billboard) | 7                |

### 1987-es élő verzió
| Listák (1987–88)                      | Legjobb helyezés |
| ------------------------------------- | ---------------- |
| Ausztrália (Kent Music Report)        | 8                |
| Kanada Top Singles (RPM)              | 1                |
| Hollandia (Single Top 100)            | 89               |
| Svájc (Schweizer Hitparade)           | 13               |
| Új-Zéland (Recorded Music NZ)         | 2                |
| Egyesült Királyság (UK Singles Chart) | 7                |
| US Billboard Hot 100                  | 1                |
| US Mainstream Rock (Billboard)        | 27               |
| Németország (Media Control Charts)    | 38               |

| Év-végi lista (1987)           | Legjobb helyezés |
| ------------------------------ | ---------------- |
| US Top Pop Singles (Billboard) | 19               |